# Alexander von Lingelsheim
Alexander von Lingelsheim (* 27. September 1874 in Arolsen; † 5. März 1937 in Breslau) war ein deutscher Pharmazeut und Botaniker. Sein offizielles botanisches Autorenkürzel lautet „Lingelsh.“
Alexander von Lingelsheim war von 1892 bis 1895 Seemann und fuhr bis nach Afrika und Nordamerika, beschloss nach einer Verletzung aber Apotheker zu werden. Er absolvierte eine Apothekerlehre in Jena und Leipzig mit dem Abschluss 1900, studierte an der Universität Breslau und war dort von 1904 bis 1929 Assistent am Botanischen Garten und Museum. 1906 wurde er an der Universität Rostock promoviert und lehrte seit 1910 Botanik an der Technischen Hochschule Breslau. 1929 gründete er eine Apotheke in Breslau und 1932 wurde er außerordentlicher Professor für Pharmazie an der Universität Breslau (wo er sich 1926 habilitiert hatte).
Von ihm stammt ein Handbuchartikel über Ölbaumgewächse und Eschen. Er veröffentlichte auch viel über Heilpflanzen.

## Ehrungen
Am 3. Juni 1920 (Matrikel-Nr. 3441) wurde er Mitglied der Leopoldina. Die Gattung Lingelsheimia Pax 1909 der Familie Putranjivaceae ist ihm zu Ehren benannt.

## Schriften
- Oleaceae. Oleolidae. Fraxinae et Syringeae. In: Adolf Engler: Das Pflanzenreich. Band 72, W. Engelmann, Leipzig 1920